# Oscars ungdomskör
Oscars ungdomskör är en kör med sångare i åldrarna 15–25 år. Kören ingår i Oscars församlings musikverksamhet och uppträder oftast i Oscarskyrkan. Repertoar sträcker sig mellan renässansmusik till svenska folksånger, och dirigent är Pär Olofsson.  
Kören startade i sin moderna form 2007. Våren 2011 medverkade man i Oscars församlings produktion av Andrew Lloyd-Webbers musikal "Joseph and the Amazing Technicolor Dreamcoat" i regi av Staffan Aspegren, där kören spelade egyptiska kvinnor. Sommaren 2012 deltog kören i "Llangollen International Eisteddfod" i Wales, i kategorierna "Chamber Choir", "Folk" och "Show Choir". I juli 2013 tävlade de i "Musica Sacra a Roma" i kategorierna "Contemporary Sacred Music" och "Female Chamber Choir", och i båda kategorierna vann kören gulddiplom. Våren 2014 spelades Leonard Bernsteins "MASS",regisserad av Staffan Aspegren, i Oscarskyrkan. Kören medverkade där som katolsk gosskör.